# 宛名書き
宛名書き（あてながき）とは、ハガキや封筒に送り先の住所氏名等を記述する行為のこと。
宛名のコンピュータ印字が高効率な手段として取り入れられる反面、手書きによる宛名書きは人間的な温もりを伝える手段としてこだわりをもって使用される。結婚式への招待状、法人企業が発送する挨拶状などには毛筆による手書き宛名書きが採用されることが多い。

## 宛名書き商法
ダイレクトメールの送り先住所氏名を手書きで封筒に記入するのが名目の内職商法。
受託者は、委託業者との契約にあたって、業務手数料・保証料などとして数万円程度の負担を求められる。その後、名簿を渡され、その名簿に記載された住所氏名を手作業で封筒の表書きとして転記する。報酬は、そのダイレクトメールの受取人が実際にそのダイレクトメールをもとに商品を購入した実績により、支払われるものとされる。
実際のダイレクトメールは現在ほぼすべてコンピュータ処理されており、宛名書きといえども手作業の介在する余地はほとんどない。家庭向け年賀状処理ソフトの隆盛を見れば、これは容易に理解できよう。個人情報の取り扱いの観点からも、重要な顧客名簿を外部に出すことになる宛名書き内職の存在意義そのものがない。また、報酬額支払い計算の基礎となる商品購入者数を受託者が知る術は無く、報酬支払が無いか極めて低い額であっても、明確な根拠をもって委託業者側の不当性を追及することが困難な状況となっている。
本項の宛名書き内職は、特定商取引法にいう業務提供誘引販売取引であり、法定書面の受領日から20日間のクーリングオフが認められる。被害防止のためには早期にクーリングオフを行うのが肝要といえよう。